# الدين في غينيا
الدين في غينيا، الدين السائد في غينيا غرب إفريقيا هو الدين الإسلامي، يشكل المسلمون الأغلبية في الدولة، مع وجود بعض الأقليات الأخرى.

## الإسلام
هو الدين الرئيسي السائد في غينيا يعتنقه حوالي 90٪ من السكان غالبيتهم من السنة.

## المسيحية
الكاثوليكية الرومانية في غينيا تشمل المجموعات:  المسيحية الروم الكاثوليك، والأنجليكان، والمعمدانيين، والسبتيين.
توجد أقليات صغيرة منها: الديانة البهائية، الهندوس والبوذيين والجماعات الدينية الصينية التقليدية بين مجتمع المغتربين.

## الحياة الإجتماعية
الأئمة والموظفون الإداريون في المساجد الرئيسية في المدن الرئيسية هم موظفون حكوميون، وتخضع هذه المساجد لإدارة الحكومة مباشرة.
تخصص الدولة أيام الأعياد الدينية والوطنية عطل رسمية في البلاد.
المراجع
1. ↑  "Guinea". The World Factbook (بالإنجليزية). Central Intelligence Agency. 5 Sep 2024. Archived from the original on 2024-08-29.
2. ↑  "Guinea: Freedom in the World 2022 Country Report". Freedom House (بالإنجليزية). Archived from the original on 2023-09-27. Retrieved 2024-09-21.
3. ↑  "بيساو.. للثقافة الإسلامية عاصمة في غرب أفريقيا". الجزيرة نت. مؤرشف من https://www.google.com&ampshare= https://www.aljazeera.net/culture/2018/12/8/%25D8%25BA%25D9%258A%25D9%2586%25D9%258A%25D8%25A7-%25D8%25A8%25D9%258A%25D8%25B3%25D8%25A7%25D9%2588-%25D8%25B9%25D8%25A7%25D8%25B5%25D9%2585%25D8%25A9-%25D8%25A7%25D9%2584%25D8%25AB%25D9%2582%25D8%25A7%25D9%2581%25D8%25A9-%25D8%25A7%25D9%2584%25D8%25A5%25D8%25B3%25D9%2584%25D8%25A7%25D9%2585%25D9%258A%25D8%25A9 الأصل في 2024-09-22. اطلع عليه بتاريخ 2024-09-21. {{استشهاد ويب}}: تحقق من قيمة |مسار= (مساعدة)
4. ↑  "غينيا". الجزيرة نت. مؤرشف من https://www.google.com&ampshare= https://www.aljazeera.net/encyclopedia/2014/10/27/%25D8%25BA%25D9%258A%25D9%2586%25D9%258A%25D8%25A7 الأصل في 2024-09-25. اطلع عليه بتاريخ 2024-09-21. {{استشهاد ويب}}: تحقق من قيمة |مسار= (مساعدة)